# Potemnemus hispidus
Potemnemus hispidus là một loài bọ cánh cứng trong họ Cerambycidae.